# Promachus djanetianus
Promachus djanetianus là một loài ruồi trong họ Asilidae. Promachus djanetianus được Séguy miêu tả năm 1938. Loài này phân bố ở vùng Cổ Bắc giới.